# Varanus bogerti
Varanus bogerti este o specie de reptile din genul Varanus, familia Varanidae, descrisă de Mertens 1950. Conform Catalogue of Life specia Varanus bogerti nu are subspecii cunoscute.